# روبن هامبارتسومیان
روبن هامبارتسومیان (Ռուբեն Վ․ Համբարձումյան؛ زادهٔ ۲۸ اکتبر ۱۹۴۱) ریاضی‌دان اهل ارمنستان و از سال 1973 الی 1986 در دپارتمان آمارریاضی و نظریه احتمال دانشگاه دولتی ایروان و از سال 1986 آکادمیسین فرهنگستان ملی علوم ارمنستان است. آثار وی در زمینه‌های هندسه تصادفی و هندسه انتگرالی می‌باشد.

## زندگی‌نامه
در ۲۸ اکتبر ۱۹۴۱ در یلابوگا، تاتارستان به دنیا آمد. وی فرزند ویکتور هامبارتسومیان فیزیکدان مشهور ارمنستان می‌باشد. از دانشگاه دولتی مسکو فارغ‌التحصیل شد. وی عضو فرهنگستان ملی علوم ارمنستان است. وی همچنین برندهٔ جوایزی همچون جایزه رولو دیویدسون دانشگاه کمبریج (1982) و نشان آنانیا شیراکاتسی (۲۰۱۳) شده‌است.